# Roger Le Nizerhy
Roger Le Nizerhy est un coureur cycliste français, né le 3 décembre 1916 à Paris et mort le 28 janvier 1999 à Créteil.

## Palmarès
- Jeux olympiques d'été
  -  Médaille d'or en cyclisme sur piste en poursuite par équipes aux Jeux olympiques d'été de 1936 à Berlin
- Championnat de France de poursuite
  - Il termine second en 1949 et en 1950
- 1937
  - Paris-Rouen
  - Paris-Gien
  - Paris-Briare[1]
  - 2e de Paris-Dieppe
- 1947
  - Prix Goullet-Fogler (avec Marcel Guimbretière)
- 1948
  - Prix Hourlier-Comès (avec Georges Delescluse)
- 1950
  - 3e aux Six jours de Munich avec Arthur Sérès
  - 3e aux Six jours de Saint-Étienne avec Arthur Sérès

### Tour de France
1 participation
- 1949 : ab 15e